# Vladimir Ferenčina
Vladimir Ferenčina (Varaždin Breg, 17. listopada 1905. – Rijeka, 18. listopada 1988.), hrvatski pilot s 10 priznatih i 6 nepriznatih pobjeda. 

## Životopis
Rođen je u imućnoj obitelji. Izraženog natjecateljskog duha odlučuje se za poziv vojnog pilota. Godine 1930. pohađa Pilotsku školu 1. zrakoplovnog puka VKJ u Novom Sadu. Zvanje vojnog pilota stječe 1934., a 1936. postaje borbenim pilotom lovačkog zrakoplova s činom kapetana 2. klase. Godine 1937. nalazi se u Engleskoj, na letačkoj obuci za bombarder Bristol Blenheim Mk I. Taj moderni britanski dvomotorni bombarder ulazi u naoružanje jugoslavensko (prve Jugoslavije) ratnog zrakoplovstva neposredno prije 2. svjetskog rata. Od ukupno 58 bombardera toga tipa, dobar je dio proizveden u pogonima zemunskog Ikarusa. Prije izbijanja Travanjskog rata, Ferenčina je promaknut u čin kapetana 1. klase te postaje zapovjednikom 218. eskadrile, 69. zrakoplovne grupe, 8. bombarderskog puka zrakoplovstva Kraljevine Jugoslavije. Njegova eskadrila Blenheima smještena je na uzletištu Rovine kraj Banje Luke. Potpuno je uništena u prvim naletima superiornog njemačkog zrakoplovstva. Ferenčina je uz dosta sreće, s izvidnikom Varaždincem Konradom Grimsom, stigao do Zagreba te se vratio u Varaždin. Istog je mjeseca pristupio ratnom zrakoplovstvu NDH. U lipnju je osnovana Zrakoplovna legija, lovačko-bombarderska zrakoplovna pukovnija na čelu s pukovnikom Ivanom Mrakom. Piloti lovci, među kojima je bio i Ferenčina, upućeni su u njemački grad Fürth kraj Nürnberga. Ondje se Hrvati osposobljavaju za letenje na lovcima Messerschmitt Bf109E preko dva prijelazna tipa zrakoplova. Nakon dva mjeseca obuke, 21 legionar završava letačku obuku. Osnovana su dva zrakoplovna jata, a jedno (10. jato) povjereno je Vladimiru Ferenčini.

## Put do bojišta
Ferenčina 28. rujna u skupini od 11 zrakoplova kreće u prelet prema istočnom bojištu. Nakon devet dana etapnog leta, na bojište stiže devet zrakoplova, a dva su doživjela havariju. Ostatak pilota nastavio je trening u Fürthu do 1. prosinca 1941. Oni u Mariupolg stižu tek 16. prosinca. Hrvatska lovačka skupina uključena je nakon dolaska u 52. njemačku lovačku pukovniju (Jagdgeschwasder 52), kao njezina 15. eskadrila (15. Staffel). Ferenčina je na prve borbene letove poletio s uzletišta Kremenčug. U studenom je cijela postrojba preseljena na uzletište Taganrog, na obali Azovskog mora. Pri jednom od borbenih letova, 2. studenog 1941., Ferenčina je nedaleko od Rostova, južno od mjesta Krepkaja, oborio svog prvog protivnika. Ruski pilot u zrakoplovu Polikarpov I-16 nije imao šanse. Pao je na područje pod nadzorom Nijemaca, pa mu je pobjeda priznata. To je zapravo bila prva hrvatska zračna pobjeda na Istočnom bojištu. Ferenčina uskoro zarobljava i jedan nenaoružani dvokrilac, vjerojatno tipa Polikarpov Po-2. Prisilio ga je na slijetanje gotovo bez ispaljena metka. Ispalio je tek rafal da zaplaši pilota. Još jedan I-16 ruši 24. prosinca.
Dana 2. svibnja 1942. Ferenčinina je postrojba premještena na uzletišta Sarabzusi i Eupatoria. Piloti lete u zaštiti bombardera koji djeluju po Sevastopolju. U letu 3. svibnja 1942. Ferenčina je pogođen i ranjen u žestokom srazu s nekoliko ruskih lovaca. U srpnju su, nakon pada Sevastopolja, ponovno intenzivirana zračna djelovanja. Hrvatski piloti 9. i 10. srpnja ostvaruju čak trinaest zračnih pobjeda, od čega jedna pripada Ferenčini. Varaždinac je uskoro promaknut u čin zrakoplovnog bojnika. Niže nove pobjede, a do kolovoza ostvaruje status zračnog asa s deset priznatih i šest nepotvrđenih pobjeda. Sreća mu se nasmiješila 26. kolovoza 1942., kada je, nakon pogotka u motor njegova Messerschmitta Bf109G2, ipak uspio sletjeti bez ozljeda na uzletište Krimskaja.

## Sovjetski preokret
U drugom pohodu na Istočno bojište, 18. veljače 1943., Hrvati preuzimaju u Krakovu 11 "Gustava" Bf109G-2. Kreću po lošem vremenu za Lavov. Od prva četiri zrakoplova, na odredište stiže samo iskusni Ferenčina. No, ratna sreća je sada na strani Sovjeta. Posjeduju bolje letjelice, često američke proizvodnje, kojima upravljaju vrlo iskusni piloti. Hrvatski lovci drže se podalje od zračnih borbi. Sve su učestalija dezerterstva, a od starijih letača samo Cvitan Galić upisuje nove zračne pobjede. Ferenčina, koji je od svibnja ponovno na mjestu zapovjednika 10. jata, leti samo 16 izlaza i ne postiže nove pobjede. Hrvatsko i njemačko zapovjedništvo ovaj problem rješavaju pomlađivanjem postrojbe. Ferenčina u srpnju prelazi u postrojbu JG 104 u Fürthu, gdje se do 10. rujna 1943. novi hrvatski lovci obučavaju za buduća djelovanja na Istočnom bojištu. U trećem pohodu 4. lovačke skupine na Istočnom bojištu, Ferenčina je postavljen za zamjenika zapovjednika Hrvatske zrakoplovne legije, koja je poslije preimenovana u Hrvatsku zrakoplovnu skupinu (HZS). Skupina od 26. listopada 1943. djeluje na području Krima pod vodstvom Mate Dukovca. Ferenčina se u kolovozu 1944. vraća u Hrvatsku, na dužnost zamjenika zapovjednika 3. zrakoplovne luke Mostar (Jasenica). U jesen 1944. zapovijeda 2. zrakoplovnom skupinom, koja se potkraj rata povlači na uzletišta u okolici Zagreba. Prije sloma NDH, s većinom svojih pilota prelijeće na područje pod nadzorom Titovih partizana u blizini Topuskog i Gline, gdje je zarobljen. U zatvoru je proveo sedam godina. Kad je Jugoslavija 1948. ušla u politički sukob sa Sovjetskim Savezom, Ferenčinino vojno djelovanje na Istočnom bojištu i deset srušenih sovjetskih zrakoplova postaju olakotna okolnost, pa je pušten na slobodu, ali tek u siječnju 1952. godine. Od tada Vladimir Ferenčina živi u Zagrebu, a umro u Rijeci 1988. O ovom je hrvatskom zrakoplovcu seriju članaka objavio ing. Josip Novak iz Varaždina.

## Taran borba
Događalo se na Istočnom bojištu, iako ne tako često, da su sovjetski piloti primjenjivali i tehniku poznatu pod nazivom "taran-borba". Taj su način borbe primjenjivali u početku rata, kad su njihovi zrakoplovi bili tehnički inferiorni u odnosu na neprijatelja. Taran je zapravo ruski izum iz 1. svjetskog rata, a pomalo je sličan ruskom ruletu. Ruski pilot Nesterov, virtuoz zrakoplovne akrobatike, prvi je izveo takav napad. Svojim je nenaoružanim zrakoplovom nasrnuo na protivnika udarajući podvozjem o njegove repne upravljačke površine. Uspjeh je bio stopostotan, oba pilota su poginula. Ruski su piloti taran-borbu izvodili na nekoliko načina, no uglavnom u očaju. Primjeri su napad u čeoni dio zrakoplova, zasijecanje dijelova protivničkog zrakoplova elisom i izravni udar u zrakoplov. Samo zahvaljujući hladnoj glavi i vještini u upravljanju zrakoplovom, Ferenčina je 25. srpnja 1942. uspio preživjeti zračnu borbu iznad Novorosijska. Ruski je pilot u svom posljednjem naletu nasrnuo na njegov zrakoplov čelo u čelo, punom brzinom i pucajući iz svih strojnica. Ferenčina je mirno usmjerio nos prema protivniku i zapucao. Izravni pogodak doslovno je raznio protivničku letjelicu. Ferenčina je poslije, vidno potresen, ispričao kako se ruski pilot-samoubojica nije stigao spasiti padobranom.